# Turo (historieta)
Turo es una serie de historietas, adscrita al subgénero de la fantasía heroica y protagonizada por el personaje homónimo, creada en 2010 por el español Mateo Guerrero para el mercado franco-belga.

## Creación y trayectoria editorial
Su primera serie como autor completo, Mateo Guerrero ha lanzado hasta ahora tres álbumes a través de la editorial Le Lombard:
1. Le crâne du Roi-sorcier (2010)
2. Le Coeur d`Helos (2011)
3. Turo Tomo 3 (2012)

Norma Editorial empezó a publicarla en España en 2012.

## Argumento y personajes
El joven Turo emprende un viaje en busca de dragones, acompañado de la elfa Bezay, el Capitán Maldonado, el asesino Marcus y la ex-monja Lea.